# Петихачний Леонід Михайлович
Леоні́д Миха́йлович Петиха́чний (1978—2014) — старший лейтенант резерву Національної гвардії, учасник російсько-української війни.

## Життєпис
Народився 1978 року в місті Чернівці. Закінчив чернівецьку школу № 5, історичний факультет та юридичний факультети (2004 року) Чернівецького національного університету імені Юрія Федьковича. Адвокат Спілки адвокатів України. Майже десять років працював на різних посадах юридичного напряму — підприємство в сфері газопостачання, 2012 року звільнився.
З початком російсько-української війни у травні пішов добровольцем до батальйону «Донбас». У червні 2014 року ініціював процес передачі техніки «Газу України» на потреби війська. 29 серпня 2014-го загинув під час виходу батальйону «Донбас» «зеленим коридором» між селами Многопілля та Червоносільске. Їхав у кузові автомобіля КрАЗ, коли російські десантники відкрили вогонь по колоні, у тому ж КрАЗі загинули «Браво» та «Еней».
Автомобілі, близько 100 одиниць, передали вже після смерті Леоніда, 23.04.2015 року[джерело?].
25 січня 2015 року за результатами ДНК-експертизи остаточно визнано, що Леонід Петихачний загинув в Іловайському котлі.
Вдома лишилися дружина Валентина, донька 2011 р.н. та двоє дітей від першого шлюбу.

## Нагороди і вшанування
За особисту мужність і героїзм, виявлені у захисті державного суверенітету та територіальної цілісності України, вірність військовій присязі під час російсько-української війни
- нагороджений орденом «За мужність» III ступеня (25.3.2015, посмертно)
- у березні 2017-го у Чернівецькій ЗОШ № 5 відкрито меморіальну дошку випускника Леоніда Петихачного
- Його портрет розміщений на меморіалі «Стіна пам'яті полеглих за Україну» в Києві: секція 3, ряд 8, місце 24
- Вшановується 29 серпня на щоденному ранковому церемоніалі вшанування українських захисників, які загинули цього дня у різні роки внаслідок російської збройної агресії[1]
- Іловайський Хрест (посмертно)
- Рішенням Чернівецької міської ради нагороджений медаллю «На славу Чернівців» (посмертно)